# Novellett
Novellett är en benämning på en kort och mycket koncentrerat berättad novell. Genren liknar historietten, och innehållet är ofta präglat av anekdotiska inslag.
Alexander L. Kielland var en framstående nordisk företrädare för berättarformen. 1879 publicerades hans Novelletter.
Ordet novellett kommer från italienskans novelletta, vilket är en diminutivform av novella ('novell'). Det engelska ordet novelette är dock motsvarande kortroman, eftersom engelskans ord för roman är just novel.